# Rooting for You
Rooting for You è un singolo della cantante canadese Alessia Cara, pubblicato il 9 agosto 2019 come secondo estratto dal secondo EP This Summer.

## Antefatti
Alessia Cara ha ritenuto il brano, insieme a October, il suo preferito contenuto nell'EP.

## Video musicale
Il video musicale è stato reso disponibile il 20 settembre 2019.

## Esibizioni dal vivo
Alessia Cara si è esibita per la prima volta con il brano in televisione il 7 ottobre 2019 al The Tonight Show
Starring Jimmy Fallon, e l'ha in seguito presentata il 10 novembre in occasione degli E! People's Choice Awards 2019.

## Tracce
1. Rooting for You – 2:56

## Classifiche
| Classifica (2020) | Posizione massima |
| ----------------- | ----------------- |
| Canada            | 47                |